# Meloe vandykei
Meloe vandykei là một loài bọ cánh cứng trong họ Meloidae. Loài này được Pinto & Selander miêu tả khoa học năm 1970.